# Мурьета, Хоакин

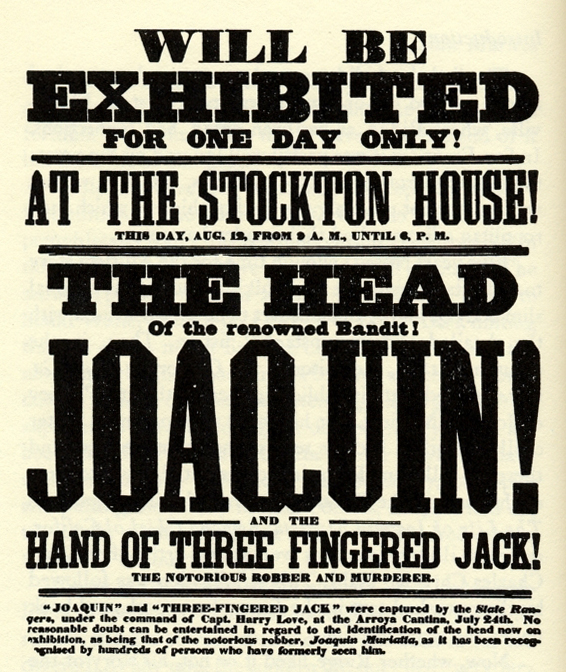
Афиша, зазывающая посмотреть на отрубленную голову Хоакина Мурьеты

Хоаки́н Мурье́та Карри́льо (исп. Joaquín Murieta Carrillo, также Murrieta или Murietta; 1829 — около 1853; называемый также мексиканским и чилийским Робин Гудом или Робин Гудом из Эль-Дорадо (исп. Robin Hood de El Dorado) — полулегендарная фигура времён калифорнийской золотой лихорадки 1850-х годов. Одни называют его бандитом, другие — мексиканским патриотом. Мурьета в определённой степени стал прототипом Зорро. Его имя для некоторых политических активистов символизирует борьбу против англо-американского экономического и культурного господства в Калифорнии.

## Биография

### Ранняя жизнь
Фигура Мурьеты со временем обросла таким большим количеством слухов и споров по поводу его происхождения и его деятельности, что в своё время американский историк Сьюзан Ли Джонсон написала, что в отношении Мурьеты очень трудно отделить выдуманное от реального. Место его рождения остаётся предметом споров: либо Аламос в северо-западном мексиканском штате Сонора, либо Кильота в Чили (близ Вальпараисо). Большинство историков, однако, сходятся во мнении, что местом рождения Мурьеты был Эрмосильо во всё той же мексиканской Соноре. Хоакин родился у Хоакина Мурьеты и Росалии Каррильо. Со стороны матери его предки жили в Калифорнии ещё задолго до того, как её подчинили себе Соединённые Штаты Америки или Мексика. Известно, что у него было два брата — Хесус (старший) и Антонио, и сестра.

### Переезд в Калифорнию
Мурьета прибыл в Калифорнию предположительно в 1849 году, привлеченный Золотой лихорадкой. Здесь он столкнулся с расизмом, которым сопровождалась горная промышленность штата. Согласно книге «Жизнь и приключения Хоакина Мурьеты» Джона Роллина Риджа, Хоакин и его жена один раз подверглись нападению американских шахтёров (которые позавидовали его успеху в добыче золота), которые избили Хоакина и изнасиловали его жену. Однако, роман Риджа является в то же время не более, чем бульварным, поэтому такая трактовка событий вызывает сомнения. Современный историк Фрэнк Лэтта в его книге «Хоакин Мурьета и его лошадиная банда» (1980) написал, что Мурьета прибыл в Калифорнию в сопровождении вооружённой банды, состоящей из родственников и друзей. Согласно документам, которые нашёл Лэтта, Мурьета и его банда часто участвовали в незаконной торговле лошадьми с Мексикой и убили по крайней мере шесть американцев, которые напали на него и его жену. Потом он и его банда напали на поселенцев и обозы и в период 1850 года по 1853 предположительно убили 28 китайцев и 13 белых американцев. Им также была приписана кража золота на сумму более 100 тысяч долларов, кража сотни лошадей и убийство трёх отрядов полиции и трёх шерифов.
К 1853 году законодательное собрание Калифорнии стало считать Мурьету преступником и в мае 1853 года было зарегистрировано дело так называемых «Пяти Хоакинов» (неофициальное название банды, так как четверо членов банды были тёзками Мурьеты: Хоакин Ботелльер, Хоакин Каррильо, Хоакин Окоморениа и Хоакин Валенсуела). Законодательный орган уполномочил нанять в течение трёх месяцев компанию из 20 калифорнийских рейнджеров, которые были ветеранами Мексикано-американской войны. 11 мая 1853 года губернатор Джон Биглер подписал акт о создании «Рэйнджеров штата Калифорния», во главе которых был назначен бывший техасский рейнджер Гарри Лав.

### Предполагаемая смерть
Правительство штата решило платить калифорнийским рейнджерам по 150 долларов в месяц и пообещало вознаграждение в размере одной тысячи долларов, если они схватят разыскиваемых. 25 июля 1853 года группа рейнджеров столкнулась с группой вооруженных мексиканцев около Арройо-де-Кантуа около Гор Берегового Хребта на равнинах Туларе. В перестрелке три мексиканца были убиты и, по словам рейнджеров, один из них был Мурьетой, а ещё один был его правой рукой — Мануэлем Гарсия по прозвищу «Трёхпалый Джек» (он присоединился к банде где-то в промежутке между 1850 и 1853 годами). Два оставшихся мексиканца были арестованы.
В качестве доказательств для вознаграждения рейнджеры отрезали руку Гарсия и голову того, кто по их мнению был Мурьетой, чтобы показать их властям. «Доказательства» были продемонстрированы в округе Марипоза, Стоктоне и Сан-Франциско, затем рейнджеры начали возить их по всей Калифорнии; люди могли посмотреть на них за один доллар. Между тем, семнадцать человек, включая католического священника, подписали показания под присягой, согласно которым отрубленная голова принадлежала именно Мурьете. Лав и его рейнджеры получили обещанное вознаграждение. В августе 1853 года некий аноним, находящийся в Лос-Анджелесе, написал в газету «Сан-Франциско-Альта-Калифорния-Дэйли», что Лав и его рейнджеры убили не имеющего отношения к банде мексиканского ловца мустангов, а люди, давшие показания под присягой, что перед ними голова Мурьеты, были подкуплены. Тем не менее, 28 мая 1854 года Калифорнийское Законодательное Собрание Штата проголосовало за то, чтобы рейнджеров вознаградили ещё на пять тысяч долларов за устранение Мурьеты.
25 лет спустя, в 1879 году, некий О. П. Стидджер, по слухам, услышал, что сестра Мурьеты якобы сказала, что отрубленная голова не принадлежит её брату. Где-то в тот же период появились многочисленные сообщения о наблюдениях уже состарившегося Мурьеты, но они никогда ничем не были подтверждены или опровергнуты. Отрубленная голова была уничтожена в апреле 1906 года при пожаре в результате землетрясения в Сан-Франциско.